# Vjosa Osmani
Vjosa Osmani   (Mitrovica, 17 de maig de 1982) és una jurista i política kosovar, que exerceix de 5a presidenta de Kosovo des del 4 d'abril de 2021. Anteriorment, va ser presidenta en funcions, entre novembre de 2020 i març de 2021, i presidenta de l'Assemblea de Kosovo entre febrer de 2020 i març de 2021.

## Orígens i educació
Osmani va néixer el 17 de maig de 1982 a Mitrovica, llavors part de República Federal Socialista de Iugoslàvia. Va créixer amb quatre germans i va completar els seus estudis primaris i secundaris a la seva ciutat natal. La guerra de Kosovo va passar quan era adolescent però encara pot sentir el record d'un soldat que va encanonar-li a la boca un rifle AK-47 després que casa seva, a Mitrovica, fos assaltada per militars.
Osmani es va llicenciar en Dret a la Universitat de Pristina, a Kosovo. Va continuar estudis de postgrau a la Facultat de dret de la Universitat de Pittsburgh («Pitt Law»), obtenint un màster en dret el 2005 i un doctorat en ciències jurídiques el 2015. La seva tesi doctoral tractava sobre l'aplicabilitat de la Convenció de les Nacions Unides sobre contractes de venda internacional de mercaderies (CISG) a Kosovo, ja que l'estatus legal de Kosovo ha evolucionat des del 1988, quan va entrar en vigor el CISG.

## Trajectòria

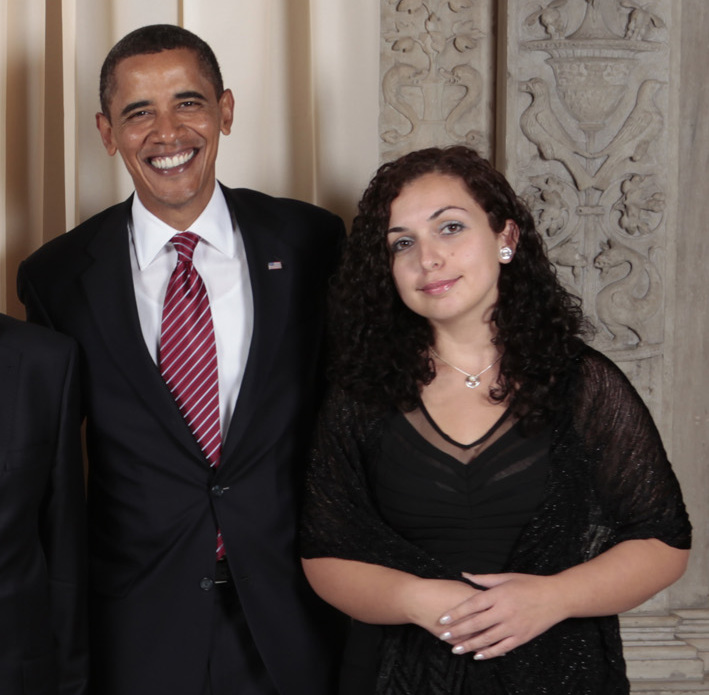
Osmani amb el president dels Estats Units, Barack Obama

### Acadèmia
Osmani va ser professora ajudant a la Universitat de Pristina, professora al RIT Kosovo, i professora visitant a la Universitat de Pittsburgh.

### Política

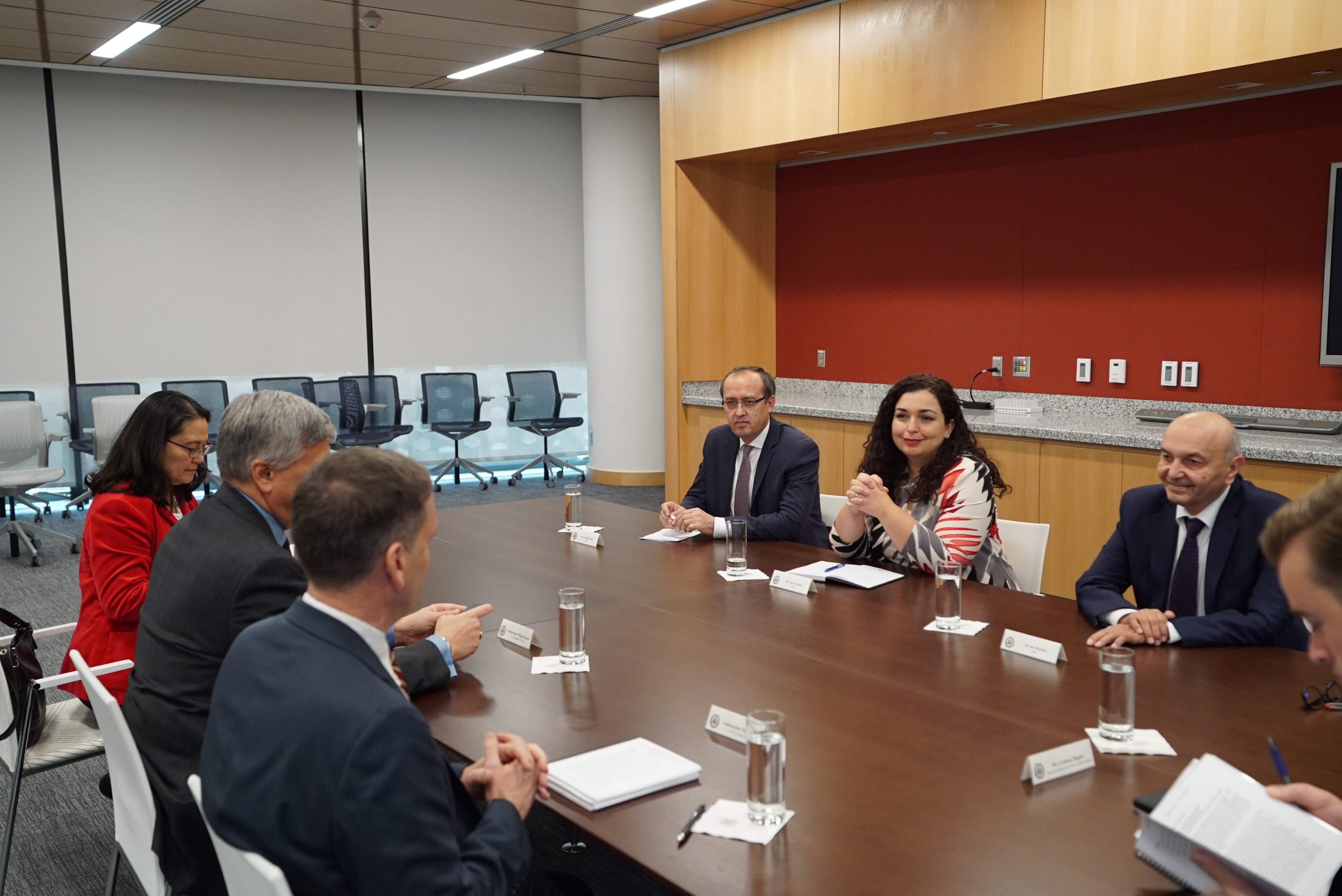
Reunió amb l'exprimer ministre Isa Mustafa i l'administrador de l'Agència dels Estats Units per al Desenvolupament Internacional (USAID), Mark Green, el 2019

La seva carrera política va començar a l'adolescència com a militant de la Lliga Democràtica de Kosovo (LDK), partit de centre-dreta. El 27 d'agost de 2009 va ser elegida cap de gabinet de l'aleshores president Fatmir Sejdiu. Altres càrrecs vinculats a la presidència van ser el d'assessora jurídica i assessora de política exterior. Durant tres mandats va ser diputada de l'Assemblea de Kosovo i, en una ocasió, es va convertir en la dona que va el major nombre de vots a la història parlamentària de Kosovo.
Osmani va contribuir a la independència de Kosovo com a representant del president a la Comissió de la Constitució, l'organisme que va preparar la Constitució de Kosovo. Va representar a Kosovo davant del Tribunal Internacional de Justícia, en el cas de defensa de la legalitat de la independència de Kosovo.
Com a part de les seves funcions parlamentàries, va ocupar la presidència de la Comissió d'Afers Exteriors, Diàspora i Inversions Estratègiques i de la Comissió d'Integració Europea. També va ser vicepresidenta del Comitè per a les Reformes Constitucionals de Kosovo.
El 2014 es va confrontar amb la direcció de la LDK, inclòs el líder del partit, Isa Mustafa, quan va criticar la LDK per haver format un govern de coalició amb el seu partit rival històric, el Partit Democràtic de Kosovo (PDK), trencant així una promesa feta prèviament. Osmani també va boicotejar les eleccions presidencials de Kosovo de 2016, en què el líder del PDK, Hashim Thaçi, va ser elegit president en el marc de l'acord de coalició.

#### Eleccions del 2019
A les eleccions parlamentàries ràpides del 2019, la LDK va veure en ella una possible candidata a primera ministra de Kosovo. Mentre feia campanya per a les eleccions va dir que el poble kosovar estava preparat per a una primera ministra i que podia lluitar contra la corrupció i aplicar reformes de lliure mercat per a Kosovo. No obstant, tot i rebre 176.016 vots, va perdre les eleccions en favor d'Albin Kurti, líder del partit d'esquerra anti-establiment Vetëvendosje.
El 20 de juny de 2020, Osmani va ser retirada del seu càrrec de vicepresidenta del partit, després que Mustafa, líder de la LDK, demanés la seva destitució per la seva oposició pública a les decisions del partit. La decisió va ser executada pel primer ministre Avdullah Hoti. Posteriorment, el 7 de setembre de 2020, Osmani va abandonar la LDK afirmant que el partit no li havia deixat cap altra opció, però va afegir que tornaria si es reformava.

#### Presidència en funcions
El 2020 va ser nomenada presidenta en funcions de Kosovo després que el president Hashim Thaçi dimitís per una acusació d'una de les Cambres especialitzades de Kosovo i fiscalia especialitzada a La Haia.
A les eleccions parlamentàries kosovars del 2021, Osmani va crear el seu propi partit polític, Guxo, i es va alinear amb el partit Vetëvendosje de Kurti. En una plataforma anticorrupció, ambdós partits van obtenir victòries contundents i la seva va rebre més de 300.000 vots. Les eleccions també van assentar un precedent encara mai vist: un terç dels 120 escons del parlament i sis dels quinze càrrecs del gabinet estaven ocupats per dones.

#### Presidència
El 4 d'abril de 2021, a les eleccions presidencials kosovars, l'assemblea legislativa la va escollir com a presidenta de Kosovo a la tercera ronda de votacions. Tot i que dos partits de l'oposició i un partit que representava la minoria ètnica sèrbia de Kosovo van boicotejar les eleccions, 82 membres del parlament dels 120 escons van emetre els seus vots durant el segon dia de la sessió extraordinària. Va obtenir 71 dels vots, mentre que 11 vots van ser declarats invàlids, i posteriorment va ser investida per un mandat de cinc anys més tard aquell mateix dia, convertint-se en la segona presidenta de la història de la República de Kosovo. Osmani va dir que esperava normalitzar les relacions entre Kosovo i Sèrbia, alhora que demanava a Belgrad que demanés perdó per la guerra que va conduir a la declaració d'independència de Kosovo i processés els qui havien comès crims de guerra.
Abans de prestar el jurament del càrrec, va renunciar al lideratge de Guxo. La recentment nomenada ministra d'Afers Exteriors, Donika Gërvalla-Schwarz, la va substituir al capdavant del partit Guxo.

## Visites oficials
Llista de visites oficials a l'estranger com a president en funcions:
| # | Estat   | Data                   | Ciutats visitades | Ref.          |
| - | ------- | ---------------------- | ----------------- | ------------- |
| 1 | Albània | 17 de desembre de 2020 | Tirana            | [ 29 ]        |
| 2 | Bèlgica | 12–13 de gener de 2021 | Brussel·les       | [ 30 ] [ 31 ] |
| 3 | Suïssa  | 2–5 de març 2021       | Berna             | [ 32 ]        |

## Premis
Durant els seus estudis de màster a la Universitat de Pittsburgh, la universitat li va lliurar dues vegades el premi «Excellence for the Future». Més tard, el 2017, la universitat li va atorgar el premi «Sheth International Achievement» per la seva contribució a la democràcia i els drets humans.

## Vida personal
El 2012, es va casar amb Prindon Sadriu, un empleat del Ministeri d'Afers Exteriors kosovar, amb qui ha tingut dues filles bessones. Osmani parla albanès, anglès, serbi, castellà i turc.

## Obres
Osmani ha publicat llibres, articles, monografies i articles en l'àmbit del dret internacional i comercial, en albanès i anglès.
- Monografia: "Els nens del carrer a Kosovo"; Programa de drets humans finès a Kosovo en tres idiomes (anglès, albanès, serbi), 2004
- Arbitratge: una guia per a jutges i professionals; USAID, 2008
- Manual d’exàmens d’advocacia - Secció de dret mercantil; coautor; PNUD i Cambra d’Advocats de Kosovo, 2008
- Dret empresarial - Conferències autoritzades; Universitat Riinvest, Kosovo, 2008
- El gran impacte d'un petit programa en el desenvolupament de l'Estat de dret a Kosovo (a "L'exportació de l'educació jurídica: la promoció i l'impacte dels països en transició); Ashgate, 2009
- Representant Kosovo davant la Cort Internacional de Justícia; Centre for International Legal Education (CILE Notes), setembre de 2010, Facultat de Dret de la Universitat de Pittsburgh
- Balcans - Afers exteriors, política i sociocultures (coautor de la secció de política exterior de Kosovo); Publicacions universitàries EPOKA, Tirana, octubre de 2011;ISBN 978-9928-4044-4-2
- La política exterior de Kosovo: cinc anys després (a "Pensament polític: política exterior i aspectes de la diplomàcia internacional", coautor; 2011, núm. 43, setembre de 2013; Konrad Adenauer Stiftung)
- El paper de la diplomàcia parlamentària en la configuració de la política exterior de la República de Kosovo; Universitat de Pittsburgh, Law Review, excepte publicació: FALL, 2014